# Rainha Dona Amélia (1899)
Rainha Dona Amélia, później República – portugalski krążownik pancernopokładowy, pierwszy stalowy okręt wybudowany w Portugalii. Zwodowany 10 kwietnia 1899 roku, służył w Marinha Portuguesa, pełniąc funkcje reprezentacyjne i bojowe. Ponieważ jednostka była przystosowana do przewożenia jednostki desantowej, rekomendowana była do służby kolonialnej. Po obaleniu monarchii okręt pływał pod nazwą „República”. Utracony został po wejściu na mieliznę 3 sierpnia 1915 roku.

## Historia powstania

### Tło
Program rozbudowy portugalskiej floty został zainicjowany dekretem króla Karola I z 20 marca 1890 roku. Planowano budowę 4 pancerników obrony wybrzeża i 10 krążowników, z których część miała służyć w portugalskich koloniach. Na przeszkodzie ambitnym zamierzeniom stanęło ogłoszone w 1892 roku bankructwo. W tej sytuacji rozpoczęto społeczną zbiórkę pieniężną, która po ośmiu latach zakończyła się zamówieniem we włoskiej stoczni krążownika „Adamastor”. Do wcześniejszego projektu powrócił minister marynarki Jacinto Cândido da Silva. Z powodu braku środków postanowiono ograniczyć go do budowy krążowników, z których jednostki określone jako kolonialne miały mieć zbliżoną charakterystykę do „Adamastora”. Rozpisany konkurs doprowadził do budowy we Francji dwóch krążowników pancernopokładowych typu São Gabriel. Kontrakt zakładał, że strona francuska przekaże Portugalczykom całą dokumentację techniczną jednostek, tak aby kolejne krążowniki można było budować w stoczni Arsenal da Marinha w Lizbonie.

### Budowa
W celu dostosowania projektu do portugalskich warunków sprowadzono z Francji inżyniera Alphonse'a Croneau. Opracowany projekt zakładał budowę okrętu o wyporności 1300 ton i prędkości maksymalnej 16 węzłów, po licznych poprawkach parametry te uległy jednak zmianie. Z planowanych czterech krążowników – w wyniku problemów finansowych – udało się ukończyć tylko jeden. Jednostka została zwodowana 10 kwietnia 1899 roku. Na cześć królowej Amelii Orleańskiej otrzymała imię „Rainha Dona Amélia”, co współgrało z nadaniem zbudowanemu w Wielkiej Brytanii większemu krążownikowi królewskiego imienia „Dom Carlos I”. „Rainha Dona Amélia” była pierwszym stalowym okrętem zbudowanym w portugalskiej stoczni, zarazem była ostatnim ukończonym krążownikiem tego państwa.

## Opis konstrukcji

### Kadłub
„Rainha Dona Amélia” miała wyporność 1630 ton, o przeszło 300 ton więcej od założeń projektu. Długość między pionami wynosiła 75 metrów, a szerokość 11,8. Maksymalne zanurzenie okrętu to 4,45 metra. Opancerzenie pokładu oscylowało pomiędzy 30 a 37 mm, w przypadku stanowiska dowodzenia osiągało 51 mm.

### Napęd
Okręt napędzany był przez dwuwałową siłownię parową osiągającą moc 5000 KM, co przekładało się na maksymalną prędkość 20 węzłów. Maksymalnie zabierał zapas 322 ton węgla, przy prędkości ekonomicznej okręt mógł przebyć około 4200 mil morskich (7778 kilometrów).

### Uzbrojenie
Głównym uzbrojeniem jednostki były cztery działa o kalibrze 150 mm L/45 Canet. Uzupełniały ją dwie armaty morskie 100 mm L/45 Canet oraz po dwa działa kalibru 47 mm i 37 mm. Na okręcie znajdowały się również dwie wyrzutnie torpedowe o kalibrze 356 mm. Armaty 100 mm umieszczono w pokładowych stanowiskach na dziobie i rufie okrętu, działa 150 mm – na burtowych sponsonach.

## Służba

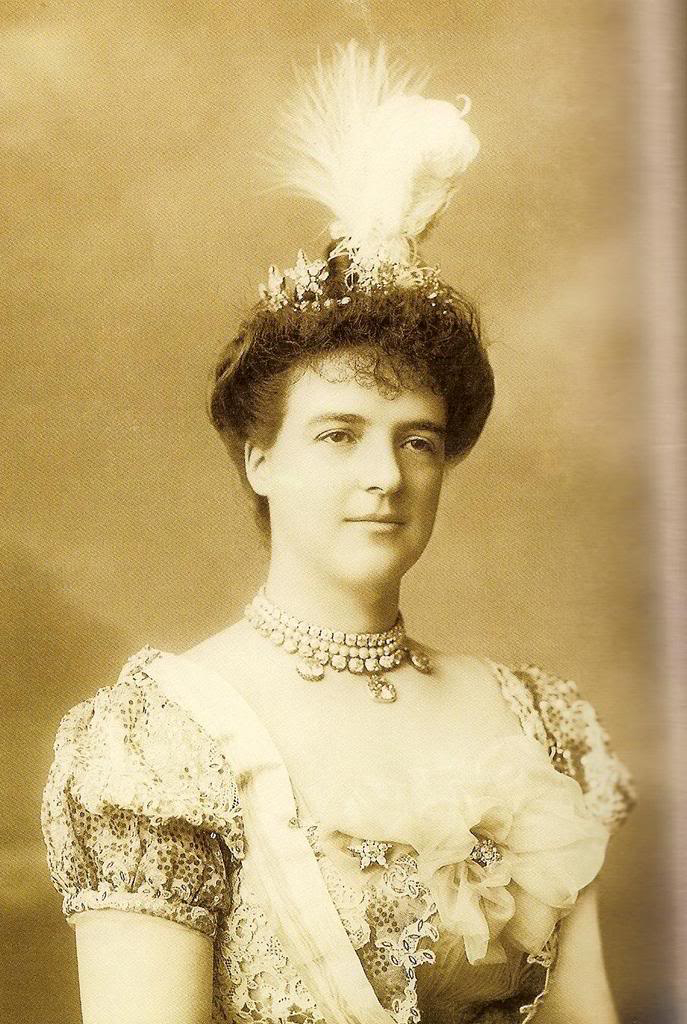
Królowa Amelia Orleańska, na cześć której okręt otrzymał nazwę

### Okres królestwa
„Rainha Dona Amélia” została włączona w skład Marinha Portuguesa 23 maja 1901 roku. Krążownik pełnił zarówno funkcje reprezentacyjne, jak i bojowe. W czerwcu 1901 roku, towarzyszył on, wraz z okrętami „Dom Carlos I” i „São Gabriel”, rodzinie królewskiej w podróży do Madery i na Azory. Rok później, wraz z „Dom Carlosem I”, uczestniczyły w morskiej paradzie w Spithead, z okazji koronacji Edwarda VII, na którą dowiozły księcia Luísa Filipe.
Pierwszym bojowym zadaniem „Rainhy Dony Amélii” była pomoc przy rozbiciu strajku w Doru w 1903 roku. W 1904 roku uczestniczyła w likwidacji handlu niewolnikami w Portugalskiej Afryce Zachodniej. Działania w rejonie Cuamato przeprowadzała wraz z „São Gabrielem”. Ze względu na konieczność przeprowadzenia remontów jednostka została wycofana z aktywnej służby w 1905 roku.

### Okres republiki
Gdy w październiku 1910 roku doszło do rewolucji republikańskiej, „Rainha Dona Amélia” znajdowała się w drodze do Azji. Po zwycięstwie uznano, że do nowego ustroju nie pasuje obecna nazwa jednostki, już w grudniu 1910 roku została ona zmieniona na „República”. Republikanie zadecydowali, że w związku z rozruchami w metropolii, wszystkie krążowniki potrzebne są w Europie. Również w 1910 roku okręt został przystosowany do przyjmowania na pokład kadetów.
Portugalia przystąpiła do I wojny światowej w 1916 roku. Do tego czasu okręty wojenne nadzorowały przestrzeganie jej neutralności. Taką właśnie funkcję pełniła „República” w ramach dywizjonu treningowego morskiej obrony. O godzinie 7:00 3 sierpnia 1915 roku jednostka w trakcie patrolu weszła na mieliznę, w okolicy plaży Consolação na południe od Peniche. Na pomoc krążownikowi pośpieszył holownik „Bérrio” i jednostka ratownicza „Walkirian”. Jednostki dotarły na miejsce po sześciu godzinach, jednak próby przeholowania „Repúbliki” na głębszą wodę zakończyły się porażką – z powodu zbliżającego się sztormu zakończono akcję ratunkową. Okręt został skreślony ze stanu marynarki wojennej 20 sierpnia. W połowie października rada wojenna orzekła, że dowódca jednostki nie był odpowiedzialny za doprowadzenie do katastrofy.